# V gorode N
V Gorode N (rus. В городе N) prvi je album ruske grupe Uma2rmaH, objavljen 2004. U Rusiji je prodan u više od milijun primjeraka.

## Popis pjesama
1. "Praskovja (Прасковья)"                          - 2:49
2. "Nočnoj Dozor (Ночной Дозор)"                    - 3:45
3. "Ranjeniyj v visok (Раненый в висок)"            - 5:02
4. "Uma Turman (Ума Турман) (Tarantino verzija)"    - 4:10
5. "Strela (Стрела)"                                - 3:30
6. "Ty ušla (Ты ушла)"                              - 3:38
7. "Zdravstvuj, dorogaja (Здравствуй, дорогая)"     - 2:58
8. "Objasni mne (Объясни мне)"                      - 3:45
9. "Ad (Ад)"                                        - 4:09
10. "Daj (Дай)"                                      - 4:04
11. "TIDE (Тайд)"                                    - 4:07
12. "Ni kola, ni dački (Ни кола, ни дачки)"          - 3:45
13. "Prostitsja (Проститься)"                        - 5:00
14. "Praskovja (Прасковья) (radio miks)"             - 3:03
15. "Praskovja (Прасковья) (LaTrack miks)"           - 2:25
16. "Uma Turman (Ума Турман) (originalna verzija)"   - 4:09
17. "Nočnoj Dozor (Ночной Дозор) (filmska verzija)"  - 3:52